# Albatros D.I
Альбатрос D.I (нім. Albatros D.I) —  німецький винищувач-біплан, який використовувався в Першій світовій війні. Незважаючи на коротку бойову кар'єру, літак став першим винищувачем серії Albatros D, яка стала основою ескадрилей Німеччини та Австро-Угорщини в останні два роки війни.

## Конструкція та доопрацювання
Конструктори Телен, Шуберт та Гнедіг спроектували Albatros D.I у відповідь на нові винищувачі країн Антанти, такі як Nieuport 11 Bébé і Airco DH.2. Вони довели свою перевагу порівняно з Fokker Eindecker та іншими німецькими винищувачами та забезпечили перевагу в повітрі для країн Антанти. Альбатрос був замовлений у червні 1916 року, а перші машини стали надходити в ескадрильї вже у серпні 1916 року.
У Альбатроса D.I був фюзеляж-напівмонокок, обшитий фанерою. Він легший та міцніший, ніж каркас, обшитий полотном, який тоді скрізь використовувався, такому фюзеляжу простіше надати аеродинамічно досконалу форму. З іншого боку, його виробництво було не таким витратним, як виготовлення «повного» монокока. Літак оснащувався шестициліндровими рядними двигунами водяного охолодження Benz Bz.III потужністю 150 к.с (110 кВт) і Mercedes D.III потужністю 160 к.с. (120 кВт). На той час це був найпотужніший винищувач у складі Імперських військово-повітряних сил. Потужний двигун дозволив встановити спарку кулеметів MG-08 «Шпандау» без жодної шкоди для льотних якостей.
Альбатрос D.I мав для свого часу доволі велике питоме навантаження на крило і тому не вирізнявся доброю маневреністю. Проте це компенсувалося його високою швидкістю та вогневою міццю, так що літак незабаром здобув репутацію найкращого винищувача.

## Бойове застосування
До листопада 1916 року у військо надійшло 50 передсерійних та серійних літаків D.I. Замістивши собою слабші літаки (такі як Fokker D.I, Halberstadt D.II), Альбатроси серйозно збільшили ударну міць нових ескадрилей Імперських ВВС.
Проте подальше впровадження D.I було припинено. Замість цього почався випуск практично ідентичного Albatros D.II, у якого верхнє крило розташовувалося трохи нижче і було дещо зміщене вперед для поліпшення огляду для пілота.

## На озброєнні
- Імперські військово-повітряні сили Німеччини
- Цісарсько-королівські повітряні сили Австро-Угорщини

## Тактико-технічні характеристики
Джерело: «Куточок неба»
Основні характеристики
- Екіпаж: 1 пілот
- Довжина: 7,3 м
- Висота: 2,95 м
- Розмах крила: 8,6 м

- Площа крила: 22,9 м ²
- Маса порожнього: 645 кг
- Нормальна злітна маса: 898 кг

Льотні характеристики
- Максимальна швидкість: 193 км/год
- Крейсерська швидкість: 175 км/год
- Тривалість польоту: 1,5 години
- Практична стеля: 5 180 м

Озброєння
- Стрілецько-гарматне: 2 × 7,92  мм кулемета LMG 08/15 «Шпандау»